# Công viên Jordan

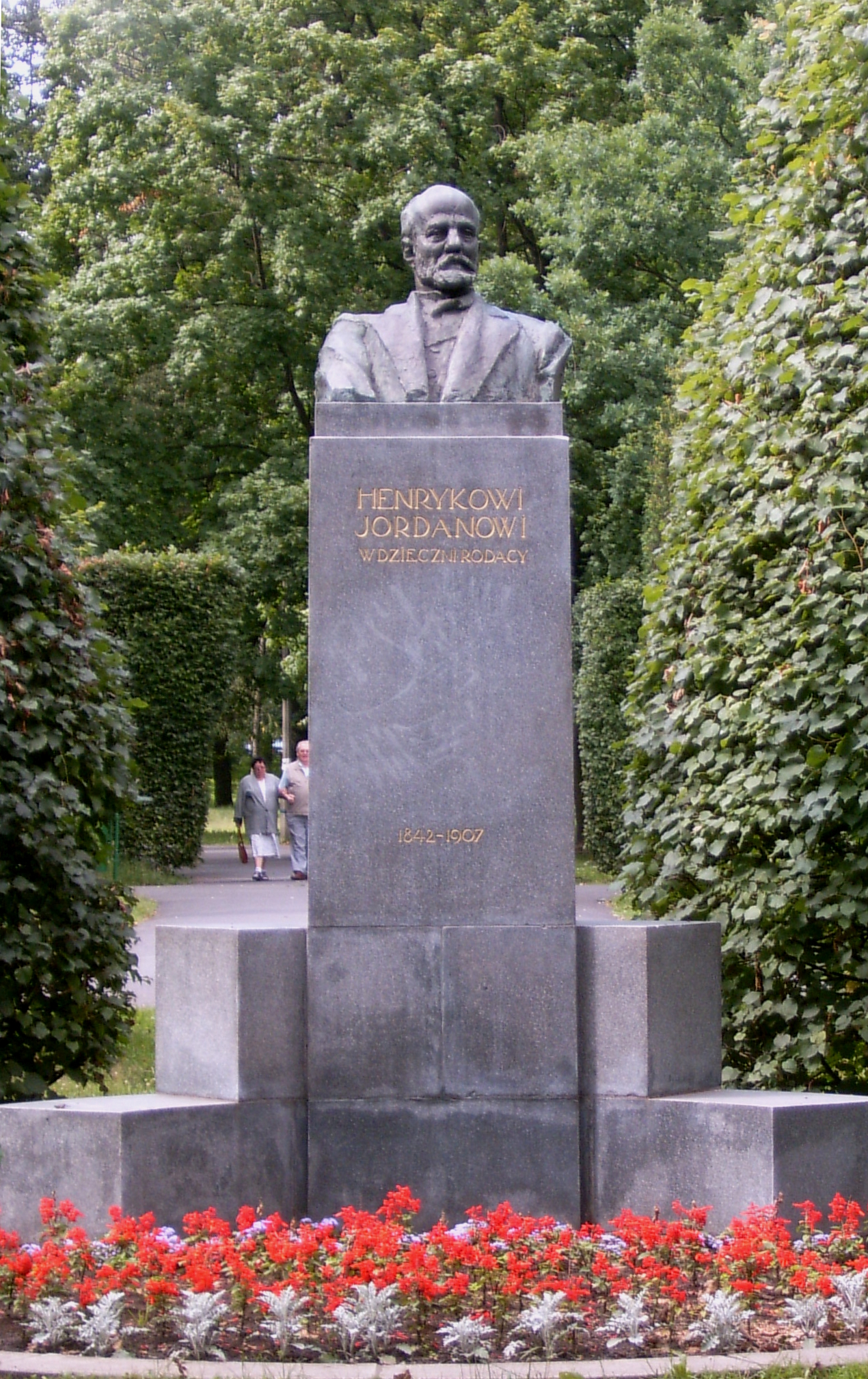
Đài tưởng niệm Jordan ở Công viên Jordan của Krakow

Công viên Jordan (Park Jordana, nghĩa đen là Công viên của Jordan) được thành lập vào năm 1889 với tư cách là sân chơi công cộng đầu tiên ở Kraków, Ba Lan và là sân chơi đầu tiên ở Châu Âu. Nó được trang bị các thiết bị tập thể dục theo mô hình của những sân chơi tương tự ở Hoa Kỳ. Công viên nằm ở Błonia của Kraków (đồng cỏ thành phố trước đây từng là đồng cỏ gia súc).

## Lịch sử
Công viên Jordan ban đầu bao gồm hồ bơi, 12 sân chơi và bóng đá, cũng như nhiều đường chạy bộ và tập thể dục. Các cơ sở đã được thêm vào cho các hoạt động trong nhà vào năm 1906, trong trường hợp thời tiết xấu. Công viên cũng được trang bị phòng thay đồ và các vòi hoa sen. Trên hết, một dịch vụ bữa ăn miễn phí được thành lập dành riêng cho trẻ em.
Công viên Jordan được thành lập và đặt tên theo tên của vị bác sĩ và nhà tiên phong giáo dục thể chất - Tiến sĩ Henryk Jordan, được hoàn thành với sự giúp đỡ từ giám đốc của Công viên thành phố Kraków, Bolesław Malecki.
Khái niệm Vườn của Jordan trở nên rất phổ biến trên khắp Ba Lan. Những khu vườn tương tự đã được thành lập tại Warsaw, Płock, Kalisz và Lublin. Năm 1928, Hội Vườn Jordan được thành lập để giám sát việc xây dựng tất cả các cơ sở giải trí trong nước.

## Khái niệm

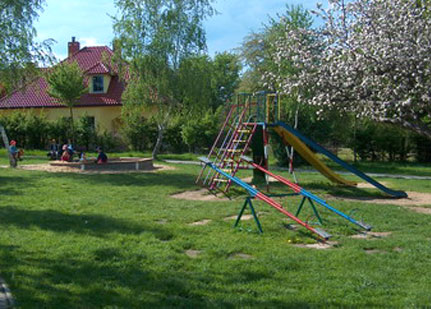
Một công viên Jordan Ba Lan đương đại

Khía cạnh sáng tạo nhất trong ý tưởng về công viên công cộng của Jordan có lẽ là sự thay đổi trong nhận thức của cộng đồng: nhấn mạnh tầm quan trọng của giáo dục thể chất và giúp mọi người nhận ra rằng việc tập thể dục cũng quan trọng không kém đối với sự phát triển trí tuệ của trẻ em, đồng thời hình thành nên tính cách của chúng. 

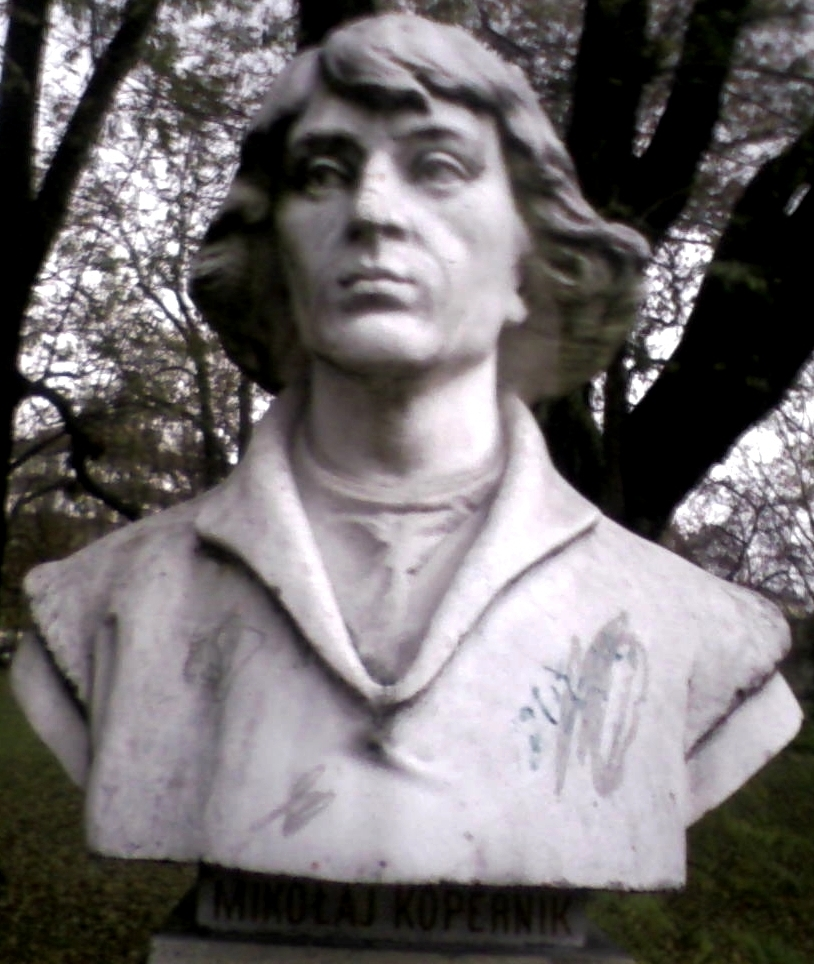
Bức tượng bán thân của Mikołaj Kopernik trong Công viên Jordan của Kraków

Ngay từ đầu, Công viên Jordan đã thực hiện các chương trình chỉ dựa trên các trò chơi và bài tập. Các lớp học ban đầu được điều hành bởi các sinh viên của các trường đại học của Kraków, người có công việc được giám sát bởi Jordan. Có 14 sân có hình dạng và kích cỡ khác nhau trong công viên và nhiều thiết bị thể dục dụng cụ. Trọng tâm chính là các trò chơi, để những người tham gia không cảm thấy áp lực mà chỉ dành thời gian tập thể dục một cách dễ chịu. Họ luyện tập các bộ môn ném lao, bắn cung và tổ chức đi bộ trên cà kheo, nhưng cũng chơi các môn thể thao đồng đội thi đấu trên sân. Bóng đá, cricket và tennis được giới thiệu, cũng như các trò chơi phổ biến như "bức tường Trung Quốc", "mèo và chuột" và nhiều trò chơi khác. Các hoạt động cũng được học và thực hành bên ngoài công viên, ngay cả khi không có bất kỳ cơ sở thể thao nào gần đó.
Ở giữa công viên là một mê cung hình tròn gồm những cây hornbeams được cắt tỉa (bot. Carpinus betulus) với một chiếc giường hoa ở trung tâm của nó. Từ năm 1907, có 45 bức tượng Ba Lan nổi tiếng được trưng bày trong công viên, được đặt hàng bởi Jordan và được thực hiện bởi các nhà điêu khắc Alfred Daun và Michal Korpal.

 Vào ngày 21 tháng 6 năm 1914, một tượng đài của người sáng lập Henryk Jordan, được thiết kế bởi Jan Szczepkowski, đã được khánh thành ở trung tâm của mê cung nhân kỷ niệm 25 năm của công viên. Trong Thế chiến II, công viên bị tàn phá nhưng 22 bức tượng bán thân và tượng đài của Jordan đã được F. Łuczywo cứu. Sau chiến tranh, diện tích của công viên đã được mở rộng lên 21 hécta (52 mẫu Anh) và Hiệp hội Vườn Jordan được tái lập. Các sân chơi mới và địa điểm thể thao đã được thêm vào, bao gồm cầu trượt, nhà hát và đường đua xe đạp. Điểm trung tâm của công viên là một cái ao nhân tạo, một nơi dành cho các hoạt động nhóm như chèo thuyền và xe đạp nước.
Toàn cảnh lối đi của công viên Jordan, Kraków